# Амборцаско (Ђенова)
Амборцаско је насеље у Италији у округу Ђенова, региону Лигурија.
Према процени из 2011. у насељу је живело 94 становника. Насеље се налази на надморској висини од 878 м.